# Wild Weasel

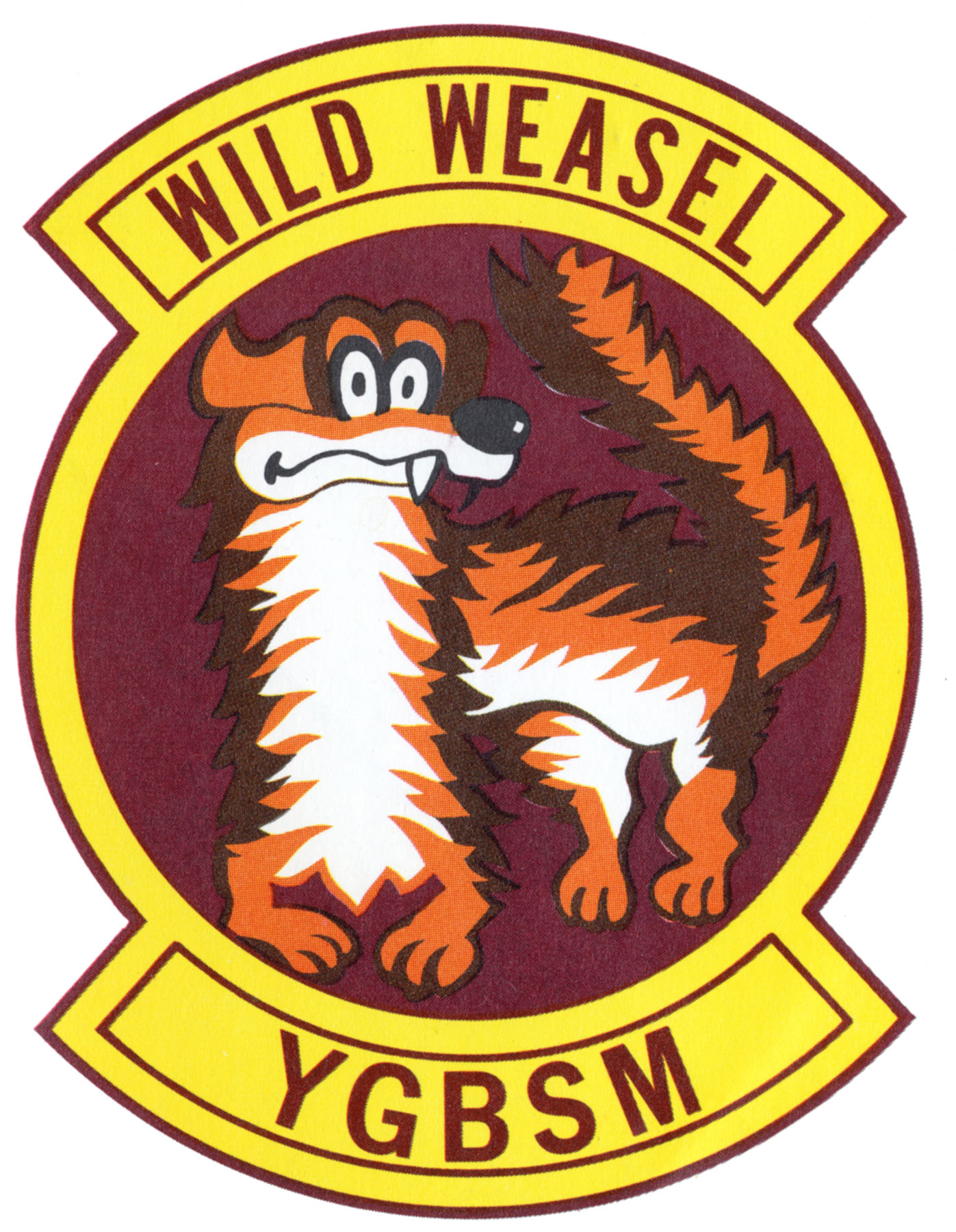
Il distintivo degli Wild Weasel

Wild Weasel è il nome in codice dato dalla United States Air Force a qualsiasi aereo equipaggiato con missili antiradiazioni per le missioni di soppressione delle difese aeree nemiche (SEAD ovvero suppression of enemy air defenses).
Il nomignolo deriva dall'omonimo progetto originariamente sviluppato dal capitano Bill McGuigan dell'aviazione di marina (in lingua italiana, wild weasel è traducibile in "donnola selvatica").
Il compito principale di un Wild Weasel è di farsi agganciare delle difese anti-aeree nemiche, per poi tracciarne e distruggerne i radar di puntamento. 

## Wild Weasels

### Wild Weasel I
Il concetto di Wild Weasel fu introdotto nel 1965, in occasione del trattato Nord Vietnamita che aumentava considerevolmente il numero di postazioni missilistiche contraeree SAM (Surface to Air Missile) nella stessa regione.
L'F-100F Super Sabre fu il primo aereo designato per il "Wild Weasel".
Gli F100 assegnati a questi compiti non avevano particolari predisposizioni interne, né un armamento differente dagli altri aerei, semplicemente trasportavano razzi non guidati, bombe e napalm con cui colpire le postazioni di guida dei missili antiaerei.
La differenza era quindi tutta nel pilota, che doveva cercare le postazioni antiaeree e attaccarle, anziché, come normale, evitarle.

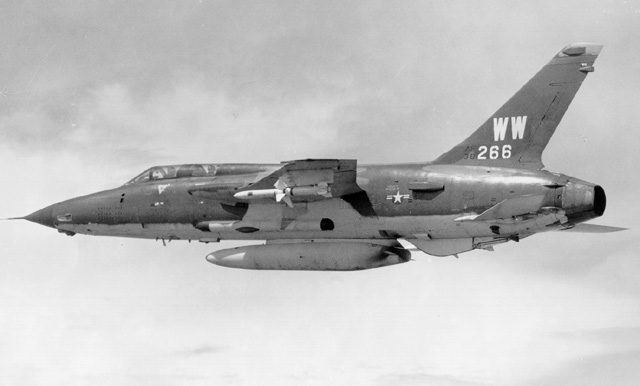
F-105 Thunderchief Wild Weasel.

### Wild Weasel II
Come successore del Super Sabre F, l'USAF decise di selezionare l'F105 nella versione da addestramento biposto, modificandola con un ricevitore d'allarme radar (rwr) e ridesignandolo EF-105F Thunderchief, designazione che però fu cambiata nel giugno 1967 in F-105F.
La principale differenza dalle altre versioni dell'F105 era la possibilità di trasportare missili antiradar Standard e Shrike, oltre, ovviamente, al secondo uomo di equipaggio, che aveva la funzione quasi esclusiva di utilizzare le contromisure elettroniche trasportate, oltre ad aiutare il pilota a scorgere i missili in arrivo.
Questi missili avevano la capacità (seppur molto limitata agli inizi) di seguire le emissioni elettromagnetiche di un radar di terra e colpirlo, rendendolo così inutilizzabile.
I problemi erano principalmente la limitata capacità di riconoscimento dei missili, che avevano una decina di "teste", ciascuna con un "seeker" differente, a seconda del tipo di radar (e quindi delle sue specifiche emissioni elettromagnetiche) da attaccare.
Un "seeker" per un determinato tipo di radar, non solo non andava bene per altri radar, ma nemmeno riusciva ad identificarli, né tanto meno a colpirli, divenendo così inutile.
La pianificazione e le operazioni di intelligence prima delle missioni divenivano così fondamentali.
I primi "Wild weasel" avevano principalmente tre tattiche per neutralizzare i radar guidamissili:
- Colpire fisicamente le postazioni radar con i loro missili antiradar o con bombe (spesso erano aiutati da altri aerei non specificatamente progettati), distruggendole o danneggiandole abbastanza da renderle inutilizzabili almeno nel breve periodo.
- Tenere puntati su di sé i radar guidamissili, per impedire loro di attaccare gli aerei della formazione che gli Wild Weasel proteggevano (ovviamente con grande rischio per la loro incolumità).
- Costringere le postazioni radar a spegnere il radar, per evitare di venir localizzate e colpite, dal momento che i primi missili antiradar non avevano la capacità di trovare il bersaglio se questi avesse smesso di emettere impulsi radar in un qualsiasi momento del loro volo.

L'armamento classico di questi primi Wild Weasel era costituito da un serbatoio supplementare nella stiva bombe, un altro serbatoio appeso al pilone ventrale ed un terzo appeso al pilone subalare interno di destra, un missile antiradar Standard appeso al pilone subalare interno di sinistra, un missile antiradar Shrike al pilone esterno di destra ed infine un pod per contromisure elettroniche appeso al pilone subalare esterno di sinistra, ottenendo così una disposizione asimmetrica dei carichi esterni, oltre al cannoncino interno comune a tutte le versioni dell'F105.

### Wild Weasel III
Visti gli ottimi risultati riscossi con l'F-105, l'USAF decise di adottare una nuova versione dello stesso aereo, denominata "G".
Dei vecchi F-105 versione "F", ne vennero aggiornati solo 61 ai nuovi standard operativi.
Questa Versione introduceva finalmente un set di contromisure interne sui fianchi di fusoliera, in maniera tale da liberare un ulteriore pilone per i missili, che salivano quindi normalmente a 2 Shrike e 1 Standard.

### Wild Weasel IV
L'F-105G venne messo fuori produzione nel 1964, e con ciò si fece sentire sempre più il bisogno di dotarsi di una nuova linea di aerei più sofisticati e con più spiccate capacità operative.
L'F-4C Phantom II venne così acquistato in 36 esemplari, designati con il nome di EF-4C Wild Weasel IV.

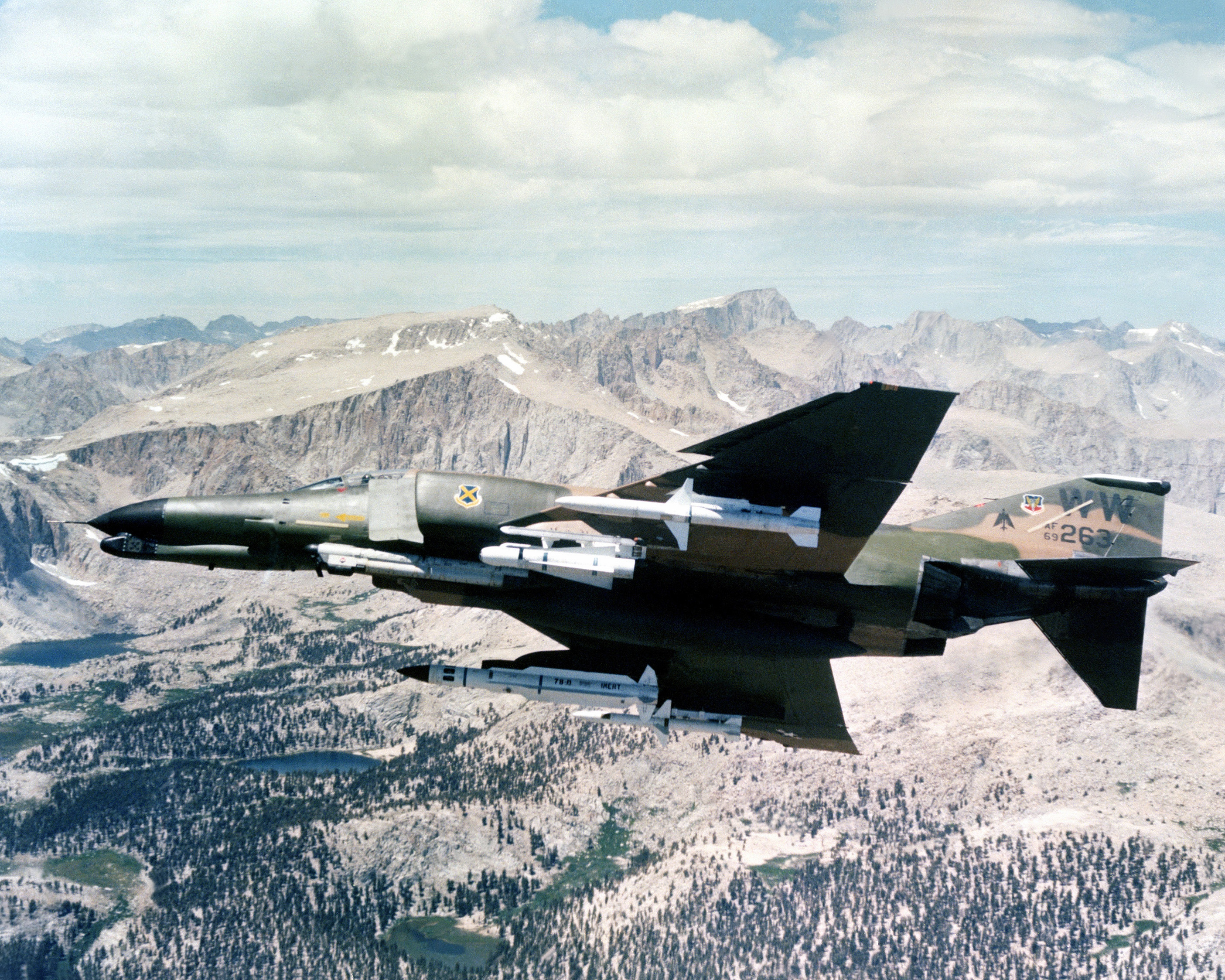
Un F-4G con i "ferri del mestiere", dal più vicino al più lontano, AGM-88 HARM, AGM-65 Maverick, pod ALQ-119 ECM, AGM-78 Standard ARM and AGM-45 Shrike, intorno al 1981.

### Wild Weasel V
L'F-4E, la versione tecnologicamente più avanzata del Phantom II avente maggiori capacità di attacco al suolo, divenne la base per l'F-4G Wild Weasel V (anche conosciuto come Advanced Wild Weasel).
Le principali modifiche riguardarono la sostituzione del cannone interno, rimpiazzato dall'APR-38 Radar Homing and Warning Receiver (successivamente aggiornato ad APR-47), e l'aggiornamento del cockpit del navigatore per meglio dirigere le operazioni di attacco in caso di guerra elettronica.
Un totale di 116 F-4E furono convertiti nella versione G, il cui primo volo avvenne nel 1975, cominciando a prestare servizio attivo a partire dal 1978.
Gli F-4G furono schierati su quattro stormi:
- Due operanti dalla George Air Force Base di Victorville in California, come parte integrante delle forze di risposta rapida;
- Uno venne assegnato all'USAFE (US Air Forces Europe) nella base tedesca di Spangdahlem;
- Un altro fu integrato nel PACAF (Pacific Air Forces) e rischierato sulla Clark Air Force Base nelle Filippine.

Gli F-4G della George AFB e di Spangdalhem combatterono durante la Guerra del Golfo nel 1991 proteggendo con successo formazioni aeree dalla contraerea nemica.
In questo conflitto L'F-4G venne largamente usato contando una sola perdita, non in territorio nemico, tra tutte le missioni effettuate.
Il caccia venne perso in Arabia Saudita a causa di una serie di tentativi di atterraggio abortiti per il passaggio di una tempesta di sabbia, che fecero rimanere a secco di carburante il velivolo.
L'equipaggio si eiettò senza riportare ferite poco prima dello spegnimento dei motori.
In seguito alla Guerra del Golfo i caccia vennero assegnati al 124th Wing della Air National Guard di Boise.
I velivoli appartenenti alle basi aeree di Spangdahlem e di Clark furono consegnati al 57th Fighter Wing della Nellis AFB a Las Vegas in Nevada.
L'F-4G rimase in servizio fino al 1996, dopo aver partecipato a vari dispiegamenti in Arabia Saudita e Turchia a supporto di varie operazioni, tra cui:
- Operazione Provide Comfort
- Operazione Southern Watch
- Operazione Vigilant Warrior

La versione G fu l'ultima variante del Phantom II in servizio nelle Forze Armate statunitensi.

## Suppression of Enemy Air Defences (SEAD)
Il cambiamento delle teorie di progettazione dei caccia, che cominciarono a prediligere velivoli multiruolo, rese l'F-4G l'ultimo aereo specificatamente costruito per le missioni SEAD.
Attualmente i compiti SEAD (termine oggi utilizzato per indicare l'obsoleto Wild Weasel) sono compiute nella maggior parte dei casi dagli F-16D Block 50 e 52, varianti biposto prodotte dal 1991.
L'F-15E Strike Eagle utilizzato per missioni di bombardamento strategico in zone calde, può anche neutralizzare obbiettivi di carattere SEAD, mentre l'A-10 Thunderbolt II "Warthog", largamente usato nel Ground-Attack viene spesso utilizzato per sopprimere postazioni mobili di SAM o AAA (Anti-Aircraft Artillery) come parte del suo CAS role.
Anche il Panavia Tornado nella versione ECR può effettuare missioni SEAD, ed è in dotazione all'Aeronautica Militare italiana nel 6º Stormo e alla Luftwaffe tedesca.

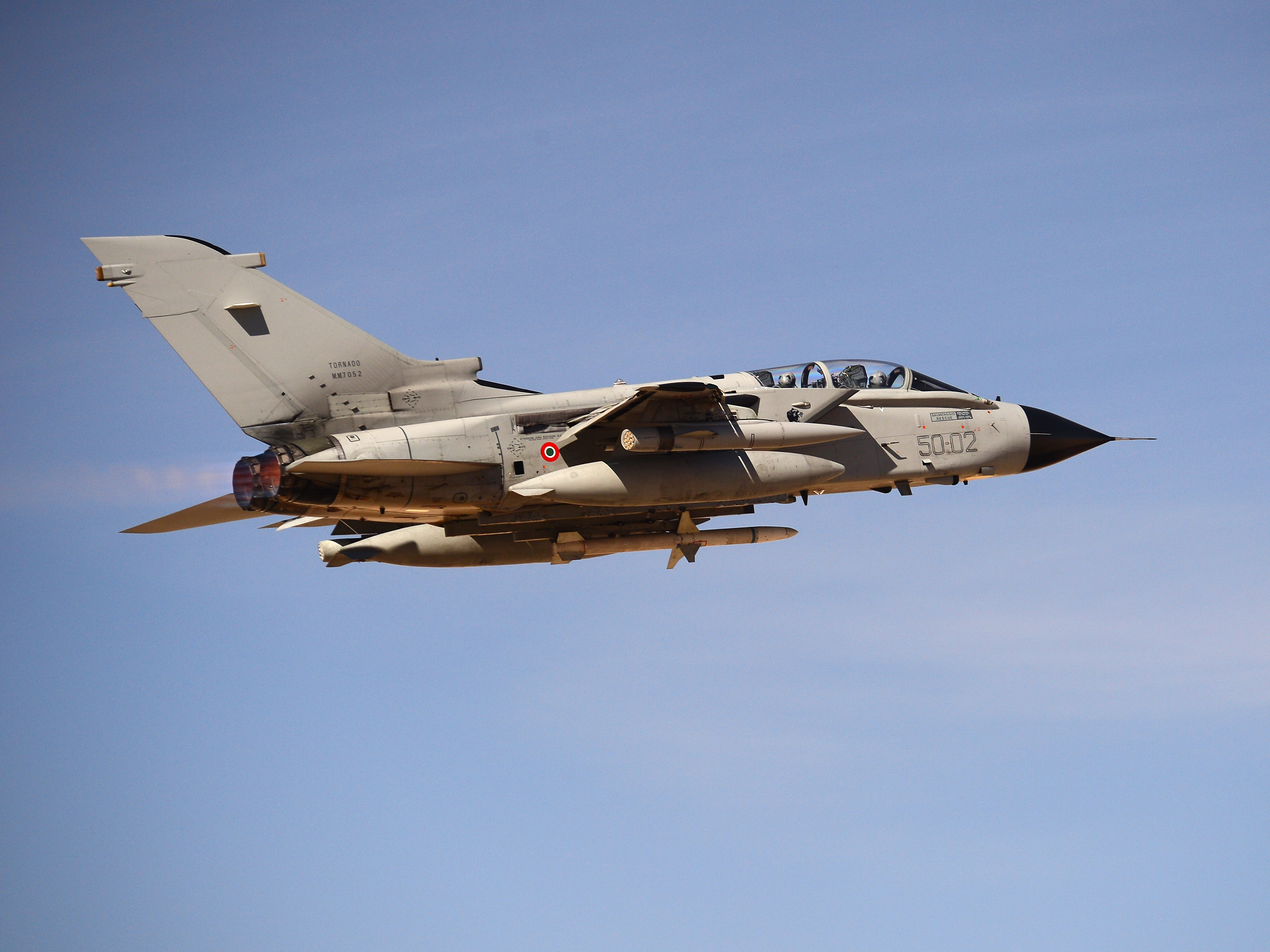
Un Tornado ECR del 50º stormo al decollo nel 2013